# Związek Harcerstwa Polskiego w Niemczech
Związek Harcerstwa Polskiego w Niemczech, ZHPwN (niem. Verband der Polnischen Pfadfinder in Deutschland) – organizacja harcerstwa polskiego działająca na terenie Niemiec w latach 1925–1939. Organizacja została rozwiązana decyzją władz niemieckich dnia 7 września 1939, a wielu jej członków zostało zabitych przez nazistów.

## Historia
Swoje korzenie polskie harcerstwo na terenie Niemiec zawdzięcza pierwszym drużynom skautowym konspiracyjnie zakładanym jeszcze przed I wojną światową. Pierwsze drużyny w Niemczech powstały w  Chojnicach (1911, Stefan <<Szczepan>> Łukowicz) i w Chełmnie (1912, Władysław Cieszyński) na Pomorzu; w Poznaniu (1912, Cezary Jindra) w Wielkopolsce i w Berlinie (1912, Karol Głowacki). Drużyny harcerskie były zakładane w zaborze pruskim przez działaczy niepodległościowych ze Związku Młodzieży Polskiej „Zet”. Pierwsza drużyna na Górnym Śląsku powstała w Wielkich Piekarach (obecnie Piekary Śląskie) i Szarleju (1913, Teodor Ludyga). Drużyny skautowe powstawały również w polskich środowiskach w głębi Niemiec np. w Bochum (1912, Leonard Zawadzki) w Westfalii.
W 1920 roku w Opolu z inicjatywy Szymona Koszyka powstało Towarzystwo Skautów Opolskich. Początkowo miało ono charakter lokalny i ograniczało się do granic Opolszczyzny dopiero później podporządkowało się Związkowi Harcerstwa Polskiego zachowując jednak dawną nazwę. W 33 regionalnych kołach m.in. w Grudzicach, Gosławicach, Szczedrzyku i innych skupiała ona kilkuset członków. Po III powstaniu śląskim TSO zakończyło swoją działalność.
W latach 1920–1921 na Śląsku ukazywał się dwutygodnik harcerski wydawany w języku polskim „Harcerz Śląski” redagowany w Bytomiu oraz Cieszynie.
- Związek Harcerstwa Polskiego w Prowincji Górny Śląsk – utworzony w dniu 28 września 1924, działający na terenie Górnego Śląska. W chwili powstania podległo mu 8 drużyn:
  - MDH im. Zawiszy Czarnego w Bytomiu (zał. 28 IX 1923)
  - ŻDH im. Król. Jadwigi w Bytomiu (powstała w 1924)
  - MDH im. T. Kościuszki w Wójtowej Wsi (zał. 4 IV 1920)
  - MDH im. Ks. J. Poniatowskiego w Zabrzu (zał. 9 I 1921)
  - MDH im. A. Mickiewicza w Żernikach (istniejąca od 1922)
  - MDH im. ks. K. Damrota w Mikulczycach (istniejąca od 1922)
  - MDH im. Piastów (później im. B. Koraszewskiego w Opolu; zał. 24 IV 1924)
  - MDH im. T. Kościuszki w Gliwicach (zał. ?)[10][1][11].

Pierwsza organizacja polskiego harcerstwa w Niemczech, jednocząca liczne polskie organizacje skautowskie, założona została w 1925 roku jako Związek Harcerzy Polskich w Niemczech i pod tą nazwą działała do roku 1927. Dnia 9 maja 1926 na zjeździe organizacji harcerskich w Bytomiu postanowiono utworzyć jednolitą organizację harcerską w Niemczech, którą w 1927 nazwano Związkiem Harcerstwa Polskiego w Niemczech, w skrócie ZHPwN.
W roku 1933 Paweł Gajdzik zaprojektował połączenie Rodła z lilijka harcerska. Hufcowy Berlińskiego Hufca Harcerstwa Polskiego Edmund Rydziński wykonał w rysunku lilijkę harcerską wraz ze znakiem Rodła. Znak ten stał się nowym godłem harcerstwa polskiego na tych terenach. Początkowo spontanicznie pojawiał się na sztandarach drużyn, zastępów i gromad zuchów. Wkrótce został przyjęty jako oficjalny znak Związku Harcerstwa Polskiego w Niemczech i noszony był na tarczach przypiętych do harcerskich bluz oraz widniał na sztandarze organizacji.
Dnia 31 marca 1935 roku w Opolu odbył się zjazd delegatów ZHPwN, podczas którego Przewodniczącym ZHPwN został Paweł Kwoczek, a naczelnika ZHPwN Józefa Kwietniewskiego na funkcji zastąpił Józef Kachel.
W 1938 roku harcerstwo polskie w Niemczech obchodziło 25-lecie działalności. Z tej okazji odbyły się uroczystości jubileuszowe, podczas których w Domu polskim w Berlinie zorganizowano wystawę prezentującą działalność 10 hufców działających na terenie Niemiec. Wystawa była prezentowana w Raciborzu, Opolu, Bytomiu, Strzelcach, Wrocławiu, Olsztynie i Zakrzewiu.

### Prześladowania polskich harcerzy w III Rzeszy

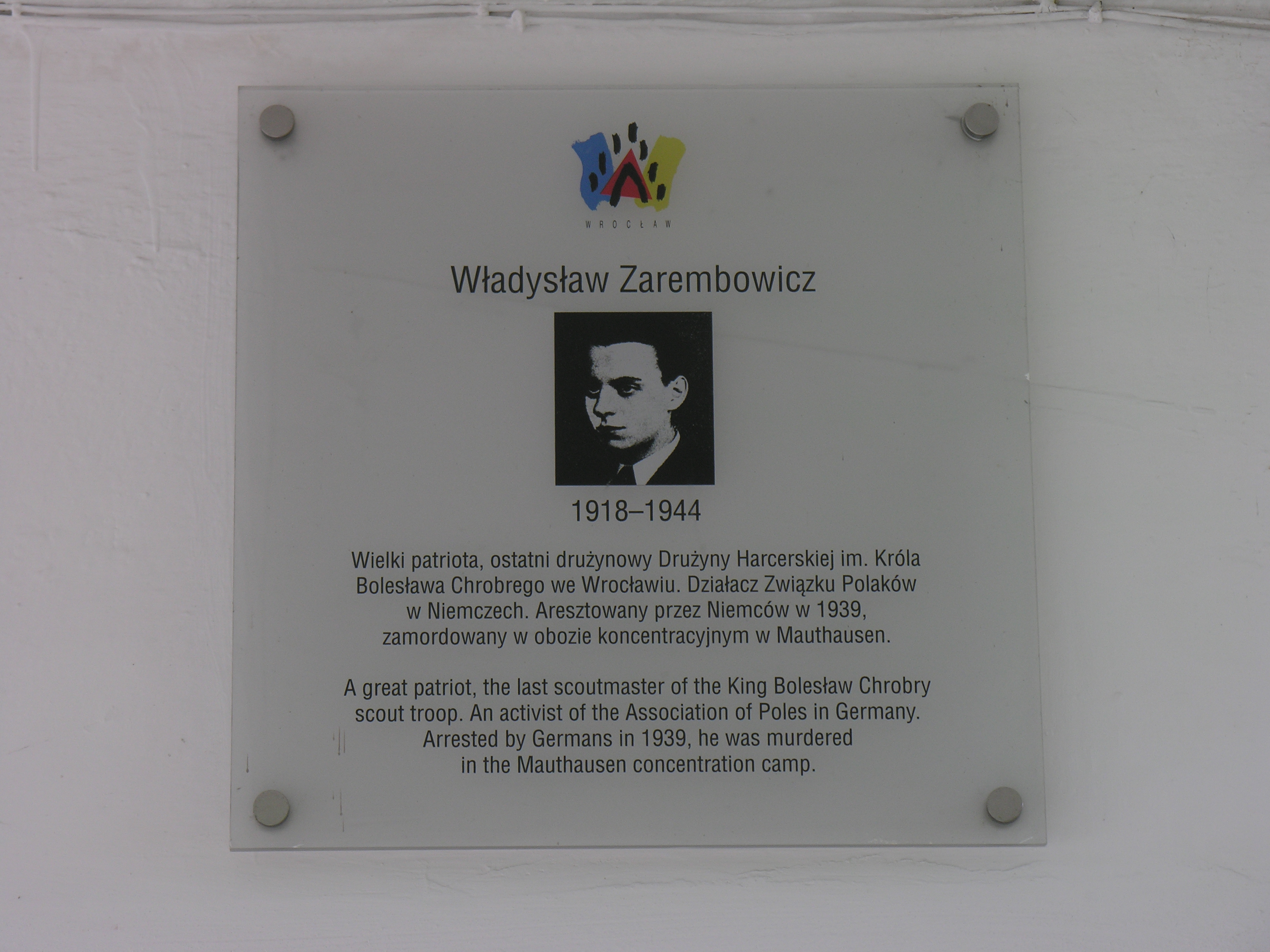
Władysław Zarembowicz ostatni drużynowy Wrocławskiej Drużyny Harcerskiej im. Bolesława Chrobrego zamordowany w Mauthausen-Gusen

Po dojściu Adolfa Hitlera do władzy na przełomie 1933 i 1934 roku przywódcy Hitlerjugend zwrócili się do Związku Harcerstwa Polskiego w Niemczech z żądaniem przystąpienia polskich harcerzy do swojej organizacji jako „autonomiczna grupa mniejszościowa”. W razie odmowy zagrozili rozwiązaniem harcerstwa polskiego na terenach Niemiec. Związek Harcerstwa Polskiego w Niemczech trzykrotnie odmawiał na podobne apele ze strony Hitlerjugend.
We wrześniu 1937 roku gestapo zakazało członkom ZHP w Niemczech noszenia mundurków harcerskich, lilijki z Rodłem oraz używania biało-czerwonych barw. W 1938 roku niemieckie władze nie udzieliły zezwoleń na organizację kursów i obozów harcerskich w Osławie Dąbrowie i Płotowie na Kaszubach, Czyżkach i Wielkich Strzelcach na Śląsku Opolskim, w Świętej, w Waplewie (Powiśle), Zakrzewie i Jondorfie w powiecie złotowskim.
Działacze harcerscy wpisywani byli na listę „wrogów Rzeszy”, tzw. Sonderfahndungsbuch Polen (pol. Specjalna księga Polaków ściganych listem gończym). Podczas wojny hitlerowcy zamordowali wielu działaczy harcerstwa polskiego na terenie Niemiec. Byli to m.in. Leon Włodarczak – rozstrzelany w 1940 roku w obozie koncentracyjnym Hohenbruch, Józef Groth, Tadeusz Pezała, Jan Maza, Władysław Planetorz – uwięziony w Oświęcimiu i Mauthausen-Gusen. Zmarł zakatowany w twierdzy kłodzkiej.

### Liczebność i organizacja
Związek Harcerstwa Polskiego w Niemczech organizacyjnie podlegał Związkowi Polaków w Niemczech. Według danych z 1 I 1926 organizacja liczyła 321 członków w 12 drużynach, skupionych w 3 hufcach. Stan organizacji na 31.03.1939 wynosił: 2895 członków, drużyn harcerzy – 39, drużyn harcerek – 27, drużyn mieszanych – 48, gromad zuchowych – 22. Razem 136 drużyn skupionych w 11 hufcach.
Struktura organizacyjna wyglądała następująco:
- Hufiec Śląska Opolskiego (działał 1924-1925; zasięgiem obejmował wszystkie drużyny Śląska Opolskiego) Komendanci: Alojzy Wolny 1924, Antoni Powiecka 1924-1925
  - ŻDH im. Król. Jadwigi w Bytomiu:
  - ŻDH im. E. Plater w Wójtowej Wsi:
  - ŻDH im. M. Konopnickiej w Zabrzu:
  - ŻDH im. św. Jadwigi w Mikulczycach:
  - ŻDH w Żernikach:
  - MDH im. Zawiszy Czarnego w Bytomiu (zał. 28 IX 1923): Teofil Wilczek 1923–?.
  - MDH im. T. Kościuszki w Wójtowej Wsi (zał. 4 IV 1920): Antoni Powiecka 1923–?.
  - MDH im. Ks. J. Poniatowskiego w Zabrzu (zał. 9 I 1921): Wolny 1923–?, Alojzy Magiera ?–1924–?.
  - MDH im. A. Mickiewicza w Żernikach (istniejąca od 1922): Karol Krokier ?–1924–?.
  - MDH im. ks. K. Damrota w Mikulczycach (istniejąca od 1922): Alojzy Nierobisz ?–1924–?.
  - MDH im. Piastów w Opolu (zał. 24 IV 1924): Ignacy Weber 24 IV 1924–?, Henryk Okos 1924–?[10].

- Hufiec Berliński (1925–1939) Komendanci: hm. J. Kwietniewski 1925-1934, Henryk Rogoziński 1934–1935, Edmund Rydziński 1935–1939. Obejmował (w 1937):
  - 1.Berlińska Polska Drużyna Harcerzy im. Zawiszy Czarnego w Berlinie (zał. 15 VI 1918): Antoni Nowak 1918–1921, Józef Kwietniewski 1921-?, Henryk Rogoziński ?-1934-?, Hipolit Dominiak 1937–1939.
  - 2.MDH im. T. Kościuszki w Berlinie (zał. VI 1925): Marian Mellentin 1925-?, Tadeusz Skąpski 1927-?, Bernard Maciejewski ?-1939.
  - 3.MDH im. Ks. Józefa Poniatowskiego w Berlinie (działała 1926-1928 i od 1931): Alfred Matuszewski 1926-1928, Franciszek Gielewski 1928-1931, Paweł Gajdzik 1931-1937, Bogdan Kowalski 1937–1939.
  - 4.MDH im. Józefa Piłsudskiego w Berlinie (zał. 1934): Paweł Gajdzik 1934-1937, Gerard Stanik 1937–1939.
  - 1.ŻDH im. Królowej Jadwigi w Berlinie (zał. 1926): Marta Żółkowska 1926-1931, Helena Lehr ?-1939.
  - 2.ŻDH im. Emilii Plater w Berlinie (działała 1926-1928 i od 1936): Stefania Kapuścińska 1926-1928, Wanda Kisielewska 1936–1939.
  - Żeńska Gromada Zuchów "Szarotki" w Berlinie (zał. ?): H. Lehr.
  - DH w Dziewinie (Magdeburg): Ludwik Kasperczak.
  - DH w Hanowerze: Józef Matysiak.
  - DH w Złokomorowie: Tadeusz Piwoński.
  - DH :Gryf" w Szczecinie: Maksymilian Golisz 1933–1934, Aleksander Omieczyński, L. Chmara[10][1][11][4].

- Hufiec Bytomski (1925–1939) Komendanci: phm. Teofil Wilczek 1925-1934, Aleksander Przybycin 1934, Józef Dombek 1934–1936, Franciszek Kachel "Gramotka" 1937–1939.
  - 1.ŻDH im. Król. Jadwigi w Bytomiu (powstała w wyniku podziału MDH koedukacyjnej w 1924): Marta Krawczykówna 1924–?, Niebojówna ?–1924–1926, Józefa Pietrzykowska ?–1924–1926, Anna Rakówna ?–1932–?, Anna Wilim ?–?.
  - 1.ŻDH im. św. Barbary w Mikulczycach (nieczynna od ?; reaktywowana 1931): Magdalena Lampertówna ?–1924–?, Teofil Baksik 1924–?, Róża Wendler ?–?, M. Lampertówna (przyboczna) ?–1933–?, Regina Kapuścińska 1934, Łucja Gol 1934–?, Monika Koszyk ?–?.
  - 1.MDH im. Zawiszy Czarnego w Bytomiu (zał. 28 IX 1923, jako koedukacyjna, przez Teofila Wilczka; rozw. 1934): Teofil Wilczek 1923–?, Paweł Plotecki ?–?, Tomasz Strzebińczyk ?–1927–?, Teofil Wilczek ?–1932–?.
  - 2.MDH im. H. Sienkiewicza (im. ks. N. Bończyka) w Bytomiu (zał. 1 III 1925): J. Bobek 1 III 1925–1 III 1926, Reinhold Witczak 1 III – XI 1926, Tomasz Strzebińczyk  XI 1926–1 III 1927, Jan Orszulik 1 III 1927–1 X 1928, Alojzy Witek 1 X 1928–6 XII 1932, Franciszek Kachel 6 XII 1932–1939.
  - DH w Górnikach (zał. ?, rozw. ?): Andrzej Papierek ?–?.
  - DZ w Górnikach:
  - 1.MDH im. M. Kopernika w Grzybowicach (zał. 1932): Ryszard Brylok 18 III 1932–?.
  - MDH im. W. Janasa w Miechowicach (zał. 1932): Norbert Freier ?–?, Alfred Grzegorczyk ?–13 II 1933, Karol Główka 13 II 1933–?, Franciszek Kachel ?–?.
  - 1.MDH im. B. Chrobrego (później im. A. Małkowskiego) w Mikulczycach: T. Baksik ?–?, Aleksander Przybycin ?–1933–?, Antoni Bończyk ?–?, J. Stawinoga ?–?.
  - ŻDH w Mikulczycach.
  - DH w Miejskiej Dąbrowie:
  - MDH im. J. Słowackiego w Wieszowej (zał. ?, rozw. ?): Michał Lis ?–?, Tomasz Strzebińczyk ?–1932–?, J. Późny ?–1933–?.
  - 1.MDH w Szałszy: Wilhelm Michalik 17 III 1933–?, Franciszek Michalik ?–?.[10][1][11]

- Hufiec Gimnazjalny w Bytomiu (powołany w 1936; w 1938 skupiała 82 członków w 3 drużynach). Komendant: hm. Józef Kwietniewski 1936–1939.
  - Liczył 4 drużyny, a po otwarciu Gimnazjum w Kwidzynie 3[10][1]:
    - 1.DH–y im. Ks. J. Poniatowskiego przy Gimnazjum Polskim w Bytomiu: J. Kwietniewski ?-1936; Piotr Sug ?-?
    - 2.DH–y im. ks. P. Skargi przy Gimnazjum Polskim w Bytomiu: Alfons Tomas ?-?
    - 3.DH–y im. marszałka J. Piłsudskiego przy Gimnazjum Polskim w Bytomiu: Wacław Rosenthal ?-?
    - 4.DH–y im. Jakuba Bart-Ćišinskeho przy Gimnazjum Polskim w Bytomiu (drużyna złożona z Serbo-Łużyczan; działała 1935–1937): Tomasz Nawka 1935–1937.

- Hufiec Gliwicko-Zabrski (1925–1939) Komendanci: A. Powiecka 1925-1936, Stanisław Cwołek 1936–1939.
  - ŻDH im. E. Plater w Zabrzu (nieczynna ?–1934, reaktywowana 1934): Stanisława Kołatek 1921–?, Gertruda Szmukówna ?–1935–?, Klara Wiedera ?–?;
  - ŻDH im. M. Konopnickiej w Zaborzu (nieczynna ?–1931–?): M. Boberówna ?–?, Machnowska ?–1936–?, Marta Widerówna ?–?, Konstanty Kołatek ?–1938–?;
  - DH im. J. Sobieskiego w Biskupicach (zał. ?, rozw. ?): Konstanty Kołatek ?–1935–?,
  - DH im. T. Kościuszki w Gliwicach: A. Powiecka ?–1932, Wiktor Powiecka ?–1932–?, A. Powiecka ?–1935–?, St. Cwołek ?–?;
  - DH im. T. Kościuszki w Wójtowej Wsi: Jan Grzbiela ?1920–1924, A. Powiecka 1924–?, Teodor Słowik ?–1927–?,
  - DH im. T. Kościuszki w Zaborzu (zał. 26 IV 1926 przez I. Cwołka): I. Cwołek 26 IV 1926–1933, St. Cwołek 1933–1936, Konstanty Kołatek 1936–1939;
  - 1.DH im. K. Miarki w Zabrzu: Erwin Maciejczyk ?–1935–?,
  - 2.DH im. Ks. J. Poniatowskiego w Zabrzu: Leon Pyszny 1920–?, Alojzy Magóra ?–1925, Juliusz Kleczka 1925–1932, A. Dłubacz ?–1927–?, Leon Nierychło 1932–?, Ambroży Pordzik jr. ?–?,
  - 3.DH im. K. Pułaskiego w Zabrzu (zał. 1934): Roman Witała 1934–?, Ryszard Witała ?–1935–?,
  - 2.MDH im. B. Chrobrego w Żernikach (nieczynna ?–1931, reakt. 1932):  Karol Kroker 1923–?, Łapa 1926–?, August Kowol ?–?, Wilhelm Michalik 1932–1935–?;
  - DH w Biedroszeniu[10][1]:

- Hufiec Opolski (powołany w 1935 (zatwierdzony 1 I 1936); w 1938 istniało 7 ośrodków z 90 członkami) Komendanci: J. Kachel 1934–1935, Paweł Kulik 1937-?, Artur Gadziński ?–1939.
  - DZ „Chłopcy z floty” (zał. 1936): Wincenty Piechota ?–?.
  - GZ w Biadaczu:
  - GZ w Dobrodzieniu:
  - GZ w Folwarku:
  - GZ przy DH w Grudzicach:
  - GZ w Kosorowicach:
  - GZ w Nakle:
  - GZ w Raszowej:
  - GZ w Siołkowicach Starych (zał. 1935): Józef Kansy ?–?.
  - GZ w Tarnowie:
  - MDH im. B. Koraszewskiego w Opolu (zał. 24 IV 1924, do 1 I 1927 działała w ramach hufca w Bytomiu, do 1934 działała jako samodzielna MDH): Ignacy Weber 24 IV 1924–?, Henryk Okos 1924–1931, Paweł Kulik (Kulig) 1931–?, Józef Kachel ?–1 X 1935, Adolf Pawleta ?-1939.
  - ŻDH w Opolu:
  - MDH w Groszowicach:
  - DH w Dobrzeniu Wielkim (koedukacyjna, zał. 1936): Wincenty Piechota ?–?.
  - DH w Grudzicach (zał. 1939): Józef Dobis 1939[10][1][11].

- Hufiec Pogranicza Północnego z siedzibą w Złotowie (Złotowski) (powołany w 1935; w 1938 liczył 360 członków w 24 drużynach) Komendanci: phm. Władysław Bzówka 1936–1938, Edmund Styp-Rekowski 1938–1939
  - Drużyny w: Złotowie, Zakrzewie, Wielkim Buczku, Buntowie, Głomsku, Kleszczynie, Królewskiej Wsi, Osówce, Podróżnej, Radawnicy, Rudnej, Sławianowie, Stawnicy, Skicu, Świętej, Wiśniewce, Błękawicie[10][1][11].

- Hufiec Pogranicza Południowego z siedzibą w Wielkich Podmoklach (Babimojski) (wydzielony 1 I 1938 z Hufca Złotowskiego; w 1938 3 ośrodki). Komendant: phm. Franciszek Sarnowski 1938–1939.
  - Drużyny w: 5 drużyn; w Podmoklach, Nowym Kramsku[10][1][11].

- Hufiec Wschodniopruski (później Warmiński) – utworzony 25 października 1935, działający na terenie Warmii, Mazur i Powiśla. Komendantem hufca był Leon Włodarczak[17] obywatel niemiecki, faktycznie pracę prowadził Ryszard Knosała, który ze względu na posiadane obywatelstwo polskie nie mógł swych obowiązków wykonywać[18].
  - ŻDH im. Królowej Jadwigi w Olsztynie – drużynowa Janina Leśniorowska
  - MDH im. M. Kopernika w Olsztynie – drużynowy Edmund Strampowski, opiekun Leon Włodarczak
  - DH im. Feliksa Nowowiejskiego w Chaberkowie – drużynowa Jadwiga Gnatowska
  - DH w Jarotach – drużynowy Jan Grzywaczewski
  - DH im. Emilii Plater w Nowej Kaletce – drużynowa Otylia Tesznerówna
  - DH w Worytach – drużynowy Franciszek Piotrowski
  - DH w Brąswałdzie – drużynowy Józef Tomke
  - Zastęp w Butrynach – prowadził Ryszard Knosała
  - DH w Stanclewie – drużynowa Rozalia Königsmanówna
  - DH w Unieszewie – drużynowa Maria Prejłowska
  - DH w Purdzie – drużynowa Anna Sendrowska
  - DH im. S. Batorego w Skajbotach – drużynowa Maria Kensbok[10][1][11][17]

- Hufiec Ziemi Malborskiej z siedzibą w Mikołajkach (wydzielony 1 I 1938 z hufca Wschodniopruskiego; liczył 8 ośrodków, 110 członków). Komendanci: A. Kostencki 1938–1939.
  - DH w Mikołajkach Pomorskich (zał. 16 XII 1936): Brunon Śmiech
  - DH w Polskiej Dąbrówce (zał. 10 I 1937): Waleria Wróblewska
  - DH w Sadłukach (zał. 28 I 1937): W. Wróblewska
  - DH w Waplewie (zał. 14 I 1937): Jan Roszkowski
  - DH w Postolinie (zał. 25 I 1937): Albin Wróblewski
  - DH w Trzciano (zał. 12 II 1937): Majrowski
  - DH w Starym Targu (zał. ?): Maria Rajska
  - DH w Sztumie (zał. ?):
  - DH w Kwidzynie[19][10][1][11].

- Hufiec Saksonii i Turyngii z siedzibą w Lipsku (powołany 1 I 1938; w 1938 liczył 306 członków w 19 drużynach). Komendant: Roman Mielczarek 1938–1939.
  - Drużyny w: Lipsku, Mauslewitz, Kamentz-Osling[10][1][11].

- Hufiec w Wiedniu (powstał w listopadzie 1936 r.; obejmował polskie drużyny działające w Austrii; po Anschlussie Austrii wszedł w skład ZHPwN) Komendant: S. Styszyński 1938–1939[20][10][1][11]:

- Drużyny samodzielne:
  - Męska Drużyna Harcerska im. Bolesława Chrobrego we Wrocławiu – założona na przełomie 1926/1927. Kolejni drużynowi: Wiktor Urbanowicz, Tadeusz Grajkowski, Władysław Szyłocha, Wilhelm Sarapata, Edmund Różycki[10][1][11][21] Ostatnim drużynowym był Władysław Zarembowicz zamordowany w obozie koncentracyjnym Mauthausen-Gusen[22].
  - ŻDH we Wrocławiu (zał.): Urbanowiczówna ?-?.

- 1. Powiat Olesno:
  - DH w Bocianowicach (zał. 1935): Paweł Ligendza ?–?, Weronika Landsmann ?–?.
  - DH w Dobrodzieniu (zał. 1934): Jan Kotula ?–?.
  - MDH im. Króla J. Sobieskiego w Borkach Wielkich (zał. 6 I 1934): Józef Wesołowski ?–?, Wiktor Knosała ?–?.
  - ŻDH w Borkach Wielkich: (zał. 1933): Gertruda Sug ?–?.
  - DH w Wędzinie:
  - DH w Wolęcinie: Agnieszka Duda ?–?.
  - DH w Wysokiej:

- 2. Powiat Opole:
  - DH w Grodzisku:

- 3. Powiat Racibórz
  - DH w Budziskach (zał. w 1935, 1938? zawiesiła działalność): Alojzy Wilk 1935–?.

- 4. Powiat Strzelce
  - ŻDH w Strzelcach Wielkich: Bronisława Poliwoda ?–?, Leokadia Głowaniówna ?–1938–?.
  - DH w Jędryniu:

- 5. Powiat Prudnik
  - DH w Grabinie:
  - DH w Wierzchu:

- - DH w Cętawie:
  - DH w Gwoździanach:
  - DH w Imielnicy:
  - DH w Jaryszowie:
  - DH w Kucobach:
  - DH w Zawadzie (zał. 1935): Elżbieta Wilk ?–?[10][1][11].

## Restytucja w 2012
W dniu 7 września 2012, nawiązując do daty 7 września 1939, kiedy bezprawnie rozwiązano Związek przez władze niemieckie, podczas spotkania restytucyjnego w Hanowerze, wznowił działalność Związek Harcerstwa Polskiego w Niemczech z siedzibą w Hanowerze.
Pod patronatem Konsulatu Generalnego RP w Hamburgu 7 września 2014 roku w Hanowerze, odbył się XV Zjazd Związku Harcerstwa Polskiego w Niemczech. Zjazd był pierwszym od czasu restytucji organizacji w dniu 7 września 2012 roku, spotkaniem polonijnych środowisk harcerskich w Niemczech. Podczas Zjazdu podjęto uchwałę powrotu do numeracji przedwojennej zjazdu, nadając mu kolejny nr XV. Naczelnikiem został ponownie wybrany druh hm. Robert Matysiak – inicjator restytucji polskiej organizacji harcerskiej w Niemczech.
Po 2015 roku Związek Harcerstwa Polskiego w Niemczech nie podjął żadnej istotniejszej działalności.

## Zarząd
Związek Harcerstwa Polskiego w Niemczech kierował zarząd z siedzibą w Bytomiu. Kolejni przewodniczący i naczelnicy związku:
Przewodniczący ZHPwN:
- Leon Powolny 11 III-28 IX 1924 (jako Kierownik Zarządu Dzielnicy [ZHP] Śląska Opolskiego, a następnie Przewodniczący Związku Harcerstwa Polskiego w Prowincji Górny Śląsk)
- Józef Michałek 28 IX 1924-9 V 1926 (jako Przewodniczący Związku Harcerstwa Polskiego w Prowincji Górny Śląsk)
- J. Michałek 9 V-18 XII 1926 (jako Przewodniczący Związku Harcerzy Polskich w Niemczech)
- p.o. Stanisław Witczak 18 XII 1926-20 II 1927 (jako Przewodniczący Związku Harcerzy Polskich w Niemczech)
- St. Witczak 20 II 1927–2 II 1930
- L. Powolny 2 II 1930–12 IV 1931–?
- Leon Nawrocki ?–14 II 1932
- Stanisław Weber 14 II–26 V 1932
- p.o. L. Nawrocki 26 V 1932–26 II 1933
- L. Nawrocki  26 II 1933–31 III 1935
- Paweł Kwoczek 31 III 1935–IX 1939

Naczelnicy ZHPwN:
- Józef Kwietniewski III 1925–31 III 1935
- Józef Kachel 31 III 1935–IX 1939

## Znani członkowie Związku Harcerstwa Polskiego w Niemczech
- Józef Kwietniewski – harcmistrz;
- Władysław Planetorz – podharcmistrz, instruktor naczelnictwa na Prusy Wschodnie, zastępcą naczelnika ZHPwN na Prusy Wschodnie[25];
- Józef Horst – podharcmistrz Związku Harcerstwa Polskiego w Niemczech, ścięty za zdradę III Rzeszy[26];
- Maksymilian Golisz – w 1934 roku założył pierwszą w Szczecinie – polską drużynę harcerską „Gryf”, stracony za zdradę III Rzeszy w więzieniu w Brandenburgu[27];
- Jan Bauer – nauczyciel, działacz społeczny na Pomorzu, zamordowany w Sachsenhausen;
- Leon Włodarczak – komendant hufca wschodniopruskiego Związku Harcerstwa Polskiego w Niemczech, zamordowany w 1940 roku w obozie Hohenbruch[14];
- Józef Groth – nauczyciel, działacz społeczny na Powiślu, zamordowany w Sachsenhausen[18];
- Marian Rożynek (1912–1990) – po wojnie profesor nadzwyczajny Akademii Medycznej w Poznaniu i Lublinie, oficer II Korpusu Polskiego we Włoszech.;
- Wanda Rożynek-Łukanowska (1919–2008) – po wojnie profesor zwyczajny Akademii Wychowania Fizycznego w Poznaniu (w 1939 aresztowana przez gestapo).